# Reigitherium
Reigitherium is een geslacht van uitgestorven zoogdieren dat leefde tijdens het Laat-Krijt (Laat-Campanien-Maastrichtien). De fossielen zijn gevonden in de Los Alamitos- en de La Colonia-formaties van Argentinië.

## Naamgeving
De typesoort Reigitherium bunodontum werd in 1990 benoemd en beschreven door José Fernando Bonaparte. De geslachtsnaam eert Osvaldo Alfredo Reig. De soortaanduiding verwijst naar de bunodonte tanden, gevormd als kussentjes. Het holotype is MACN-RN 173, een kies gevonden op de westelijke helling van de Cerro Cuadrado.

## Beschrijving
Het oorspronkelijke exemplaar van Reigitherium was een fragmentarische enkele kies, waarbij veel van het oppervlaktedetail beschadigd was. Het werd ten onrechte geïdentificeerd als een kies linksboven, maar nieuw materiaal - inclusief een hele rij tanden van deze soort in specimen MEF 606, een linkerdentarium- verduidelijkt dat het een kies rechtsonder was.
Reigitherium was een klein zoogdier met eenvoudige premolaren die langs de tandenrij in omvang toenamen tot een vergrote vierde premolaar. De molaren werden kleiner langs de tandenrij.

## Taxonomie
Reigitherium bleek tot voor kort moeilijk te classificeren, omdat het oorspronkelijke fossiele materiaal schaars, beschadigd en moeilijk te identificeren was. Aanvankelijk werd gedacht dat het een dryolestide zoogdier was toen het in 1990 werd beschreven. Tien jaar later voerden Pascual et alii aan dat het een docodont was op basis van de slijtagepatronen zoals ze die op de tanden interpreteerden.
In 2011 betoogden Rougier et alii opnieuw dat het een dryolestide was binnen de Meridiolestida, een orde van dryolestiden uit Gondwana. Meer complete fossielen hebben deze analyse nu ondersteund.
Een recente fylogenetische studie vindt dat het het zustertaxon van Peligrotherium is. Hoewel de laatste veel groter is dan Reigitherium, delen ze veel tand- en schedelkenmerken die aangeven dat ze nauw verwant zijn.